# Eddy Merckx i nærheden af en kop kaffe
|  | Denne artikel er oprettet af botten PalnaBot ud fra en ekstern database. Den kan derfor have sproglige fejl eller mangler. Denne skabelon kan fjernes efter kontrol af indholdet. |

Eddy Merckx i nærheden af en kop kaffe er en film instrueret af Jørgen Leth.

## Handling
En særdeles særpræget tv-produktion: I studiet læser Leth op af flere af sine digtsamlinger, mens en undertekst - som i "Livet i Danmark" - pedantisk, men dobbeltbundet nedfælder iagttagelser samt beskriver forløbet. Underteksten fungerer således tilsyneladende som medium for instruktørens overvejelser, efterhånden som tv-filmen skrider frem. (..) Vekslende med digtoplæsningen i studiet består filmens anden del af øjebliksbilleder fra etapeløbet Tour de France i 1970, bl.a. fra de nordfranske brostensveje, fra Mont Ventoux og fra katedralspurten i Rouen, som ses hele tre gange (fra Anders Leifers bog "Også i dag oplevede jeg noget ... Samtaler med Jørgen Leth", 1999).